# Phil Goyette
Joseph Georges Philippe Goyette (ur. 31 października 1933 w Lachine) – kanadyjski hokeista grający na pozycji napastnika (centra), trener.

## Kariera
Phil Goyette karierę sportową rozpoczął w 1950 roku w występującym w lidze QJHL Montreal Nationale, w którym grał do 1952 roku, po czym przeszedł Montreal Junior Canadiens, w którym grał do 1954 roku. Następnie przeszedł na zawodostwo, zostając zawodnikiem występującego w lidze IHL Cincinnati Mohawks, w barwach którego zdobył indywidualne nagrody: James Gatschene Trophy – nagrodę dla najlepszego zawodnika ligi IHL, George H. Wilkinson Trophy: 1955 – nagrodę dla najlepszego punktującego ligi IHL (92 punkty). Następnie w latach 1955–1956 reprezentował barwy występującego w lidze QJHL Montreal Royals. W 1956 roku został zawodnikiem Montreal Canadiens, w którym grał do końca sezonu 1962/1963 oraz czterokrotnie zdobył Puchar Stanleya (1957–1960).
Następnie w latach 1963–1969 reprezentował barwy New York Rangers, a w sezonie 1969/1970 reprezentował barwy St. Louis Blues, w barwach którego, w fazie zasadniczej rozegrał 72 mecze, w których zdobył 78 punktów (29 goli, 49 asyst), natomiast w fazie play-off rozegrał 10 meczów, w których zdobył 3 punkty (2 gole, 1 asysta) oraz spędził 4 minuty na ławce kar, a także dotarł do finału Pucharu Stanleya, w którym przegrał rywalizację 4:0 z Boston Bruins, ale zdobył Lady Byng Trophy – nagrodę na najuczciwszego zawodnika ligi NHL. W latach 1970–1972 był zawodnikiem Buffalo Sabres. Pod koniec sezonu 1971/1972 wrócił do New York Rangers, z którym dotarł do finału Pucharu Stanleya, w którym przegrał rywalizację 4:2 z Boston Bruins, po czym zakończył karierę sportową.
Łącznie w lidze QJHL, w fazie zasadniczej rozegrał 183 mecze, w których zdobył 229 punktów (99 goli, 130 asyst) oraz spędził 69 minut na ławce kar, natomiast w fazie play-off rozegrał 27 meczów, w których zdobył 27 punktów (10 goli, 17 asyst) oraz spędził 4 minuty na ławce kar, w lidze IHL, w fazie zasadniczej rozegrał 57 meczów, w których zdobył 92 punkty (41 goli, 51 asyst) oraz spędził 17 minut na ławce kar, natomiast w fazie play-off rozegrał 10 meczów, w których zdobył 14 punktów (6 goli, 8 asyst) oraz spędził 2 minuty na ławce kar, w lidze QHL, w fazie zasadniczej rozegrał 105 meczów, w których zdobył 65 punktów (32 gole, 33 asysty) oraz spędził 14 minut na ławce kar, natomiast w fazie play-off rozegrał 10 meczów, w których zdobył 18 punktów (10 goli, 8 asyst), w Ed-Cup rozegrał 6 meczów, w których zdobył 4 punkty (1 gol, 3 asysty), w lidze NHL, w fazie zasadniczej rozegrał 941 meczów, w których zdobył 674 punkty (207 goli, 467 asyst) oraz spędził 131 minut na ławce kar, natomiast w fazie play-off rozegrał 94 mecze, w których zdobył 46 punktów (17 goli, 29 asyst) oraz spędził 26 minut na ławce kar.

## Kariera trenerska
Phil Goyette po zakończeniu kariery sportowej rozpoczął karierę trenerską. W 1972 roku został pierwszym trenerem nowo utworzonego klubu ligi NHL, New York Islanders, jednak w 1973 roku, z powodu słabych wyników (6 zwycięstw, 4 remisy, 38 porażek), został zastąpiony przez Earl Ingarfielda.

## Statystyki

### Klubowe
| 1950/1951        | Montreal Nationale        | QJHL             | 44  | 10  | 19  | 29  | 26  | 3  | 1  | 3  | 4  | 0  |
| 1951/1952        | Montreal Nationale        | QJHL             | 45  | 23  | 28  | 51  | 11  | 9  | 3  | 5  | 8  | 4  |
| 1952/1953        | Montreal Junior Canadiens | QJHL             | 44  | 23  | 36  | 59  | 13  | 7  | 2  | 4  | 6  | 0  |
| 1953/1954        | Montreal Junior Canadiens | QJHL             | 50  | 43  | 47  | 90  | 19  | 8  | 4  | 5  | 9  | 0  |
| 1954/1955        | Cincinnati Mohawks        | IHL              | 57  | 41  | 51  | 92  | 17  | 10 | 6  | 8  | 14 | 2  |
| 1954/1955        | Montreal Royals           | QHL              | —   | —   | —   | —   | —   | 4  | 0  | 1  | 1  | 0  |
| 1955/1956        | Montreal Royals           | QJHL             | 58  | 19  | 15  | 34  | 4   | 13 | 10 | 7  | 17 | 0  |
| 1955/1956        | Montreal Royals           | Ed-Cup           | —   | —   | —   | —   | —   | 6  | 1  | 3  | 4  | 0  |
| 1956/1957        | Montreal Canadiens        | NHL              | 14  | 3   | 4   | 7   | 0   | 10 | 2  | 1  | 3  | 4  |
| 1956/1957        | Montreal Royals           | QHL              | 47  | 13  | 18  | 31  | 10  | —  | —  | —  | —  | —  |
| 1957/1958        | Montreal Canadiens        | NHL              | 70  | 9   | 37  | 46  | 8   | 10 | 4  | 1  | 5  | 4  |
| 1958/1959        | Montreal Canadiens        | NHL              | 63  | 10  | 18  | 28  | 8   | 10 | 0  | 4  | 4  | 0  |
| 1959/1960        | Montreal Canadiens        | NHL              | 65  | 21  | 22  | 43  | 4   | 8  | 2  | 1  | 3  | 4  |
| 1960/1961        | Montreal Canadiens        | NHL              | 62  | 7   | 4   | 11  | 4   | 6  | 3  | 3  | 6  | 0  |
| 1961/1962        | Montreal Canadiens        | NHL              | 69  | 7   | 27  | 34  | 18  | 6  | 1  | 4  | 5  | 2  |
| 1962/1963        | Montreal Canadiens        | NHL              | 32  | 5   | 8   | 13  | 2   | 2  | 0  | 0  | 0  | 0  |
| 1963/1964        | New York Rangers          | NHL              | 67  | 24  | 41  | 65  | 15  | —  | —  | —  | —  | —  |
| 1964/1965        | New York Rangers          | NHL              | 52  | 12  | 34  | 46  | 6   | —  | —  | —  | —  | —  |
| 1965/1966        | New York Rangers          | NHL              | 60  | 11  | 31  | 42  | 6   | —  | —  | —  | —  | —  |
| 1966/1967        | New York Rangers          | NHL              | 70  | 12  | 49  | 61  | 6   | 4  | 1  | 0  | 1  | 0  |
| 1967/1968        | New York Rangers          | NHL              | 73  | 25  | 40  | 65  | 10  | 6  | 0  | 1  | 1  | 4  |
| 1968/1969        | New York Rangers          | NHL              | 67  | 13  | 32  | 45  | 8   | 3  | 0  | 0  | 0  | 0  |
| 1969/1970        | St. Louis Blues           | NHL              | 72  | 29  | 49  | 78  | 16  | 16 | 3  | 11 | 14 | 6  |
| 1970/1971        | Buffalo Sabres            | NHL              | 60  | 15  | 46  | 61  | 6   | —  | —  | —  | —  | —  |
| 1971/1972        | Buffalo Sabres            | NHL              | 37  | 3   | 21  | 24  | 14  | —  | —  | —  | —  | —  |
| 1971/1972        | New York Rangers          | NHL              | 8   | 1   | 4   | 5   | 0   | 13 | 1  | 3  | 4  | 2  |
| Łącznie w QJHL   | Łącznie w QJHL            | Łącznie w QJHL   | 183 | 99  | 130 | 229 | 69  | 27 | 10 | 17 | 27 | 4  |
| Łącznie w IHL    | Łącznie w IHL             | Łącznie w IHL    | 57  | 41  | 51  | 92  | 17  | 10 | 6  | 8  | 14 | 2  |
| Łącznie w QHL    | Łącznie w QHL             | Łącznie w QHL    | 105 | 32  | 33  | 65  | 14  | 17 | 10 | 8  | 18 | 0  |
| Łącznie w Ed-Cup | Łącznie w Ed-Cup          | Łącznie w Ed-Cup | —   | —   | —   | —   | —   | 6  | 1  | 3  | 4  | 0  |
| Łącznie w NHL    | Łącznie w NHL             | Łącznie w NHL    | 941 | 207 | 467 | 674 | 131 | 94 | 17 | 29 | 46 | 26 |

### Trenerskie
| Sezon         | Klub               | Liga          | Faza zasadnicza | Faza zasadnicza | Faza zasadnicza | Faza zasadnicza | Faza zasadnicza | Faza zasadnicza | Faza play-off | Faza play-off | Faza play-off | Faza play-off | Faza play-off |
| Sezon         | Klub               | Liga          | M               | Z               | R               | P               | Pkt             | Miejsce         | M             | Z             | P             | Z%            | Wynik         |
| ------------- | ------------------ | ------------- | --------------- | --------------- | --------------- | --------------- | --------------- | --------------- | ------------- | ------------- | ------------- | ------------- | ------------- |
| 1972/1973     | New York Islanders | NHL           | 48              | 6               | 4               | 38              | (30)            | (Zwolniony)     | —             | —             | —             | —             | —             |
| Łącznie w NHL | Łącznie w NHL      | Łącznie w NHL | 48              | 6               | 4               | 38              | 30              |                 | —             | —             | —             | —             | —             |

## Sukcesy

### Zawodnicze
Montreal Canadiens
- Puchar Stanleya: 1957, 1958, 1959, 1960

St. Louis Blues
- Finał Pucharu Stanleya: 1970

New York Rangers
- Finał Pucharu Stanleya: 1972

### Indywidualne
- James Gatschene Trophy: 1955
- George H. Wilkinson Trophy: 1955
- Lady Byng Trophy: 1970
- 59. miejsce w klasyfikacji najlepszych zawodników New York Rangers: 2009[1]